# 解放碑中央商务区

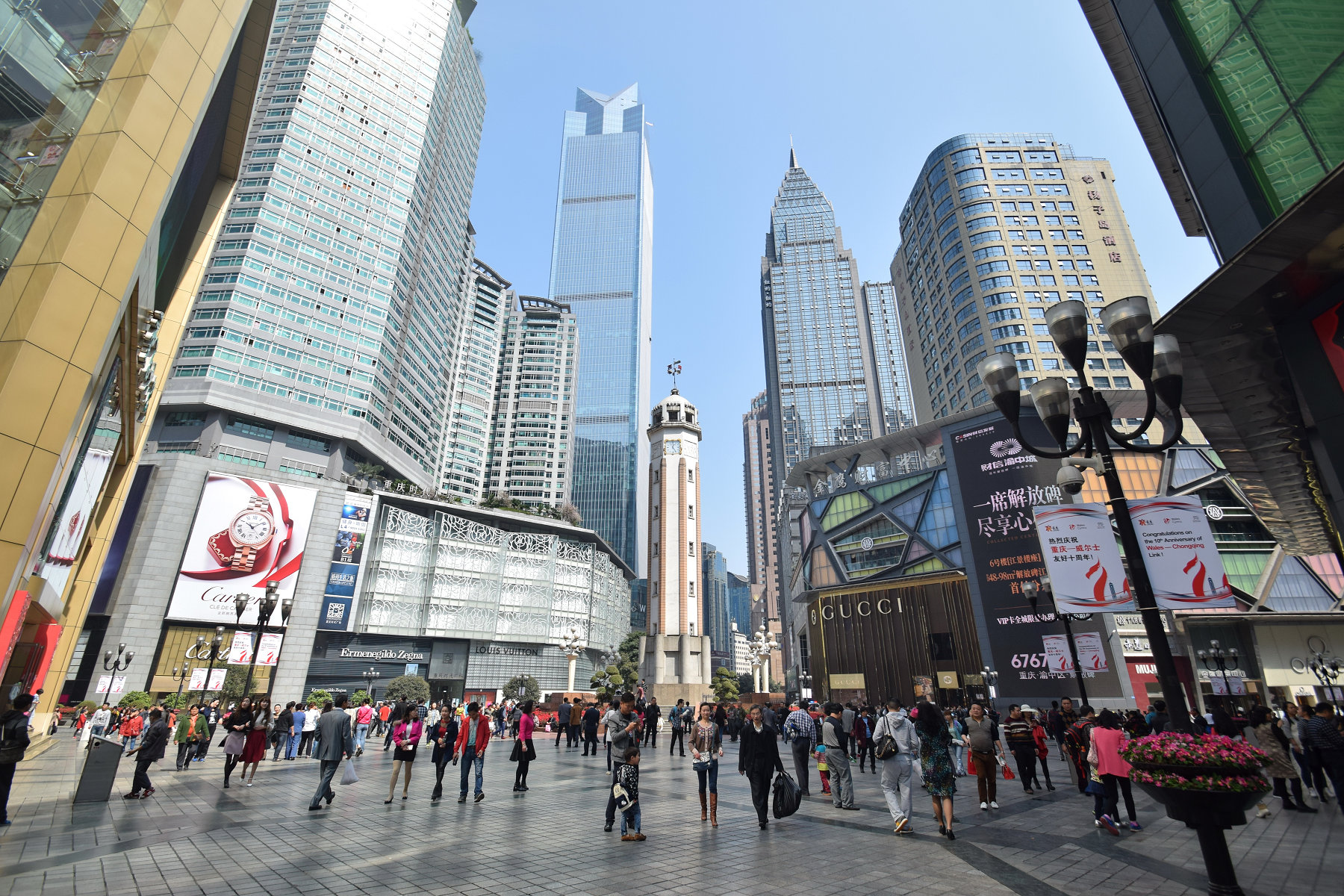
解放碑中央商务区

解放碑中央商务区位于中国重庆市渝中区解放碑周边，简称解放碑CBD。

## 历史

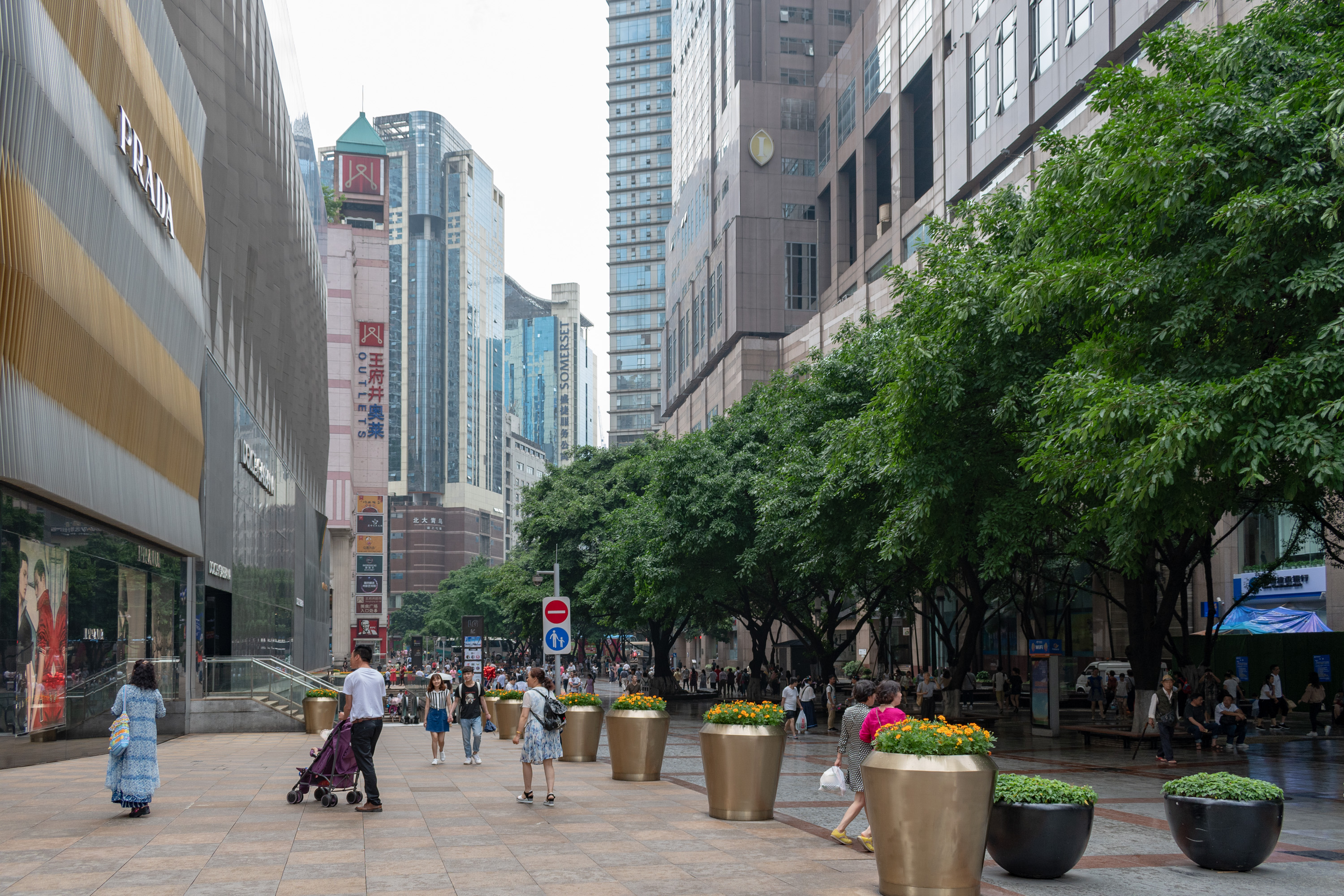
解放碑中央商务区街景（2018年）

1949年后，解放碑周边开始成为重庆的商业中心，至1960年代，国营三八商店（今重庆百货）、华华公司绸布店、新华书店集团总店、中国人民银行营业部、颐之时等商业、金融和餐饮机构在解放碑周围落户。同时，解放碑周围广场也成为群众性活动场所。
1997年，重庆直辖后，经济高速发展，更多的零售业、娱乐业、餐饮业、酒店业和金融业机构云集到解放碑地区，“解放碑中央商务区”的概念也日趋成熟。1980年代以前“解放碑”曾是重庆市内最高的建筑物之一，如今的解放碑已然淹没于高楼林立中，显得十分矮小。但是，在它周围发展起来的商业和娱乐中心地带却成为了重庆的城市经济心脏，其知名度与地位在重庆乃至整个中国西南范围内毋庸置疑。
解放碑中央商务区主要以服务业为主，而且主要是占地小、高增值的现代服务业。2006年，解放碑CBD有各类楼宇635幢，其中具有商贸功能的421幢，具有商务功能的192幢，大都会广场、国际贸易中心、重庆世界贸易中心等现代商务楼盘相继落成。

## 主要建筑
主要商业大楼有：世界贸易中心、纽约·纽约大厦、美美时代广场、帝都广场、大都会商厦。

#### 摩天大楼
| 排名 | 高度（米） | 名称（中文）          | 设计  | 用途         | 状态     | 备注           |
| 1    | 468        | 日月光中心广场 R6     | DLN   | 写字楼＋酒店 | 规划     |                |
| 2    | 431        | 万豪国际金融中心      | ECADI | 写字楼＋酒店 | 停工     |                |
| 3    | 398        | 解放碑时尚文化城      | MAD   |              | 拆迁     |                |
| 4    | 380        | 军润国际金融中心      | KPF   | 写字楼＋酒店 | 规划     |                |
| 5    | 339        | 环球金融中心          | CYLee | 写字楼＋酒店 | 在建     |                |
| 6    | 300        | 日月光中心广场 R5     | DLN   | 写字楼＋酒店 | 规划     | 最终高度待确认 |
| 7    | 288        | 英利国际金融中心      |       | 写字楼       | 在建     |                |
| 8    | 287        | 重庆宾馆 保利国际广场 | ECADI | 写字楼＋酒店 | 封顶     | 香格里拉酒店   |
| 9    | 283        | 世界贸易中心          |       | 写字楼       |          |                |
| 10   | 271        | 联合国际              |       | 写字楼       | 封顶     |                |
| 11   | 239        | 新华国际              |       | 写字楼       | 内部装修 |                |
| 12   | 232        | 申基威斯汀酒店        |       | 酒店         | 在建     |                |
| 13   | 228        | 纽约纽约              |       | 写字楼       |          |                |
| 14   | 203        | 日月光中心广场 R2     | DLN   | 住宅         | 在建     |                |

## 旅游信息

### 酒店
主要饭店和酒店有：重庆JW万豪酒店、重庆解放碑帝晶酒店、重庆海逸酒店、重庆国贸豪生酒店、重庆盛捷解放碑服务公寓、重庆新华酒店、重庆博顿美锦酒店、重庆银河大酒店、重庆大世界酒店、重庆洪崖洞大酒店、重庆扬子岛酒店、重庆佰富酒店等。
| 序号 | 集团             | 酒店               | 状态 |
| 1    | 万豪国际集团     | 万豪行政公寓       | |
| 2    | 万豪国际集团     | 申基威斯汀酒店     | 2011年10月1日开业 |
| 3    | 重庆开示酒店管理 | 重庆解放碑帝晶酒店 | 原重庆解放碑皇冠假日酒店，2023年更为现名。2022年绿岩（重庆）文旅发展有限公司拍得酒店产权后，拟引入豪华精选（The Luxury Collection）品牌，惟目前因原业主尚未腾退地产，无法改造。 |
| 4    | 海逸酒店集团     | 重庆海逸酒店       | |
| 5    | 温德姆酒店集团   | 国贸豪生酒店       | |

### 零售百货
重庆商社、新世纪百货、重庆百货、王府井百货、太平洋崇光百货、美美百货、茂业百货、日月光中心广场等。

### 旅游景点
罗汉寺、能仁寺、若瑟堂 (重庆)、湖广会馆、洪崖洞等。

### 外交机构
英国总领事馆、日本总领事馆、匈牙利总领事馆、菲律宾总领事馆、柬埔寨总领事馆、加拿大领事馆、丹麦等领事馆也在解放碑CBD中办公。

## 未来规划
按照重慶市政府的整體規劃，重慶解放碑中央商務區是“重慶中央商務區”的重要組成部分，其“硬核”部分即历史上的“大什字”周边地区，包括東起小什字，北至滄白路、臨江门、民生路，西至金湯街，南至和平路、新華路等構成的“十字金街”範圍，面積約0.92平方公里，外围部分包括朝天門地區0.69平方公里，合計1.61平方公里。
解放碑CBD的非政权性质管理机构是“重慶解放碑CBD建設指揮部”，地址位于重慶市渝中區管家巷9號。

## 交通设施

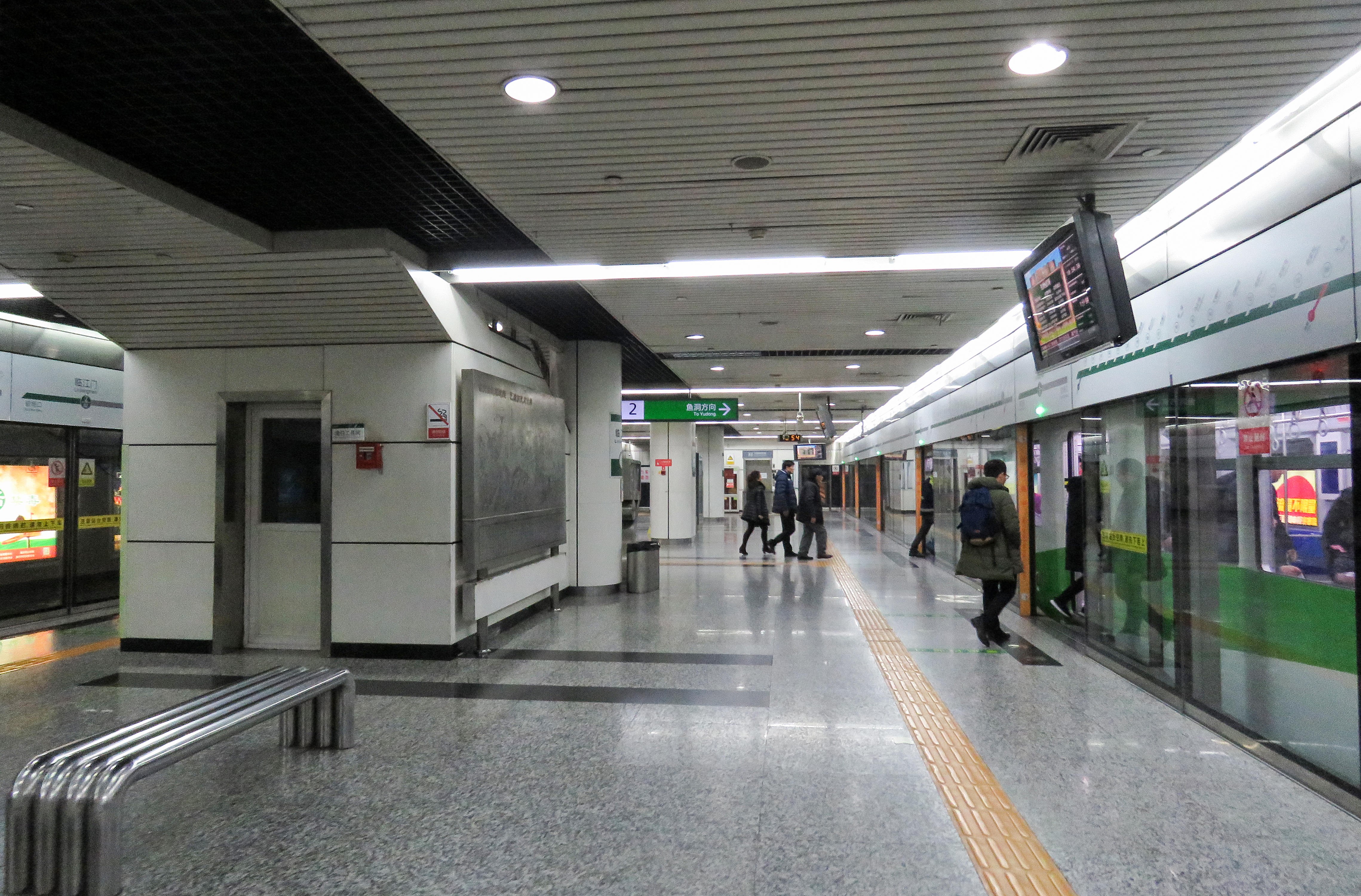
临江门站站台

解放碑地区交通十分便利，有很多公交巴士线路经过或始发。此外，往返南岸区和渝中半岛的长江索道只需十分钟。重庆轨道交通1号线、重庆轨道交通2号线、重庆轨道交通6号线和重庆轨道交通18号线亦经过此地，距解放碑最近的车站为临江门站、较场口站和小什字站。